# 臺灣的童軍與女童軍活動
臺灣的童軍與女童軍活動，由以下2個國家童軍組織管理：
- 中華民國童軍，為世界童軍運動組織成員
- 中華民國台灣女童軍，為世界女童軍總會成員

臺灣的童軍活動可溯源自日治時期，戰後中國童子軍來到臺灣並重新建立完整的童軍制度，例如童軍課與童軍總會管理的分離、木章訓練的引入等等。在解嚴後順應臺灣時事轉變，在2009年中文名稱正式更名為「中華民國童軍總會」，並在代表團徽章加上「臺灣」字樣。

## 歷史

### 日治時期
1914年第一次世界大戰爆發，歐洲各國運用童軍訓練方法，組織青少年投入戰爭之支援工作。此時的日本也注意到童軍訓練是可以有效動員青少年投入戰爭的訓練方法。1915年2月，《臺灣日日新報》以〈少年義勇軍軍國の急務〉（少年義勇軍軍國之急務）為主題，報導少年團運動以及少年義勇軍在一次大戰時的發展概況，明確提及少年義勇軍起自英國陸軍中將羅伯特·貝登堡所創立的童軍活動，受到先進國家的採用。1915年4月，以臺灣鐵道部員子弟為主的少年義勇團首先成立，後來陸續在桃園、新竹、臺中、嘉義、臺南、打狗、阿猴、宜蘭等地陸續有少年義勇團成立。少年義勇團最初是以小學校學生以及內地人（日本人）的子弟為主，不過1920年的臺南少年義勇團，有臺灣人參與少年義勇團的紀錄。
1922年少年團日本聯盟成立（今日本童軍總會），首任總領袖為後藤新平，後藤擔任東京市長時期的副手─內田嘉吉在1923年來臺擔任總督，開始推廣少年團運動，主張廢止軍事教育，要把歐美的童軍訓練帶進臺灣。1925年，臺北市樺山小學校與基隆尋常高等小學校成立了少年團。其中，樺山小學校在始政30週年（1925年6月17日）紀念日舉行結團式，是臺灣第一個少年團日本聯盟加盟團，並於同年10月完成加盟團登記。1929年臺灣第一個本島人少年團，豐原公學校少年團成立。臺灣第一個以蕃人公學校為中心的少年團，是1934年成立的臺東的呂家公學校少年團。到了1935年，受到國際極偉園訓練認可的服務員訓練，少年團指導員實修所首次在臺灣舉行，開啟臺灣培養童軍服務員的歷史。後來因為戰爭爆發，少年團在1942年與青年團合併，成為戰爭動員的一部份。

### 中華民國時期
1955年，臺灣省立師範學院（今國立臺灣師範大學），成立童子軍專科，培養童軍團長與童軍老師，並在學校組織成立童軍團，開設童軍課；直到1968年開始施行九年國民教育，因應當時中等學校公民及三民主義教學的需要，將公民教育、童軍教育、三民主義及訓育等四個學術領域合併成為「公民訓育學系」。2001年九年一貫課程將童軍課程併入綜合活動領域，另外師大公民訓育系，在2002年改名為「公民教育與活動領導學系」，是臺灣第一個培養公民老師、童軍老師與學生事務相關工作的科系。
在1945年戰爭結束後，張忠仁、張效良、胡立人等中國童子軍領袖來臺進行接收，張忠仁擔任戰後首任臺南師範校長後，著手研擬「臺灣童子軍師資訓練計畫」，並成立實驗團。但因為國共內戰的緣故，1948年國際童子軍總部與中國童子軍總會中斷聯繫，並暫停會籍，1950年中國童子軍總會在臺北重新建立，開始恢復會籍的爭取。1957年，中國童子軍總會正式恢復會籍，並將童軍課與童軍三項登記的制度分離，中國童子軍總會成為一個自願參與的組織。
同年(1957年)，中國童子軍總會派吳兆棠、陳忠信、劉元孝赴極偉訓練營受訓，在訓練之後，世界童軍總會開設國際極偉園訓練中國分營，中國童子軍在臺開始正式的服務員訓練（又稱木章訓練）。
在中國童子軍總會遷臺初期，與菲律宾與日本等國進行交流，其中菲律賓華僑童軍在1952年至1954年間曾多次前往臺灣勞軍，在多方爭取下並成為唯一中國童子軍在海外使用完整規章的童軍團體。而對日交流上，曾有少年團經驗的方純青與受過日本教育的劉元孝等本省人，在戰後藉由日文專業，積極參與對日交流，以及前往日本進行服務員訓練，為臺灣戰後的童軍制度訂下基礎。恢復會籍後，開始積極參與關心國際童軍事務。
解嚴後，中國童子軍總會改組為人民團體，理事長從由教育部長兼任改為由民選產生。持續積極參與亞太區與世界童軍運動組織各項活動，是目前世界童軍運動組織會員國內的唯一中國代表，並在2004年成功舉辦世界羅浮童軍大會，為歷史上第一個在臺舉辦的世界童軍總會活動。2009年在趙守博擔任理事長任內，因應時代的需要，中國童子軍總會更名為中華民國童軍總會，並在代表團制服上加上Taiwan徽章，可說是中華民國童軍正式將臺灣視為國家童軍稱呼的開始。

## 臺灣境內的國際童軍團
臺灣境內也有數個外籍童軍團，主要服務居住在臺灣、東亞與西太平洋地區的美國軍人家庭，由美國女童軍與美國童軍管理，其中美國童軍設有遠東童軍會進行管理。該童軍會所轄的童軍團，其成員大多為外交、經商與軍事人員之子女，以及由國際組織主持之機構人員的子女。

## 第1次全球華人童軍大露營
2009年7月3日至9日，中華民國童軍曾於臺南市烏山頭水庫舉辦第1次全球華人童軍大露營，目的為促進華人童軍成員的友誼與合作，以增強世界童軍運動的號召力。

## 註解
1. ↑  少年團日本聯盟於1935年更名為大日本少年團聯盟。呂家公學校為今日臺東利嘉國小。
2. ↑  恢復會籍之證明文件現藏於中華民國童軍會館2樓。

### 引用
1. ↑  ボーイスカウト日本連盟. . 1973: 45–46.
2. ↑  . 臺灣日日新報. 1915-02-21: 7.
3. ↑  . 臺灣日日新報. 1915-04-28: 7.
4. ↑  . 臺灣日日新報. 1923-12-23: 3.
5. ↑  臺灣教育會. . 1939: 1082  [2020-06-02]. （原始内容存档于2020-11-23）.
6. ↑  . 臺灣日日新報. 1925-06-18: 2.
7. ↑  石川彥太郎. . 臺灣時報. 1930-11: 107.
8. ↑  大日本少年団聯盟. . 大日本少年団聯盟. 1937: 53.
9. ↑  張中元.  (学位论文). 國立臺東大學. 2005.
10. ↑  李新元.  (学位论文). 國立臺灣師範大學: 52. 2019.
11. ↑   4380. 臺灣總督府府報: 177–178. 1941.
12. ↑  . 國立臺灣師範大學公民教育與活動領導學系.   [2020-06-02]. （原始内容存档于2017-11-12）.
13. ↑  郭廷銘. . 童軍文教基金會. 2015: 9–10. ISBN 9789868720459.
14. ↑  . 中華民國童軍總會. 2011-05-13.[]
15. ↑  黃金麟. . 聯經. 2009: 152–153. ISBN 9789570833676.
16. ↑  中華民國童軍創始一百年慶祝系列叢書編輯委員會. . 中華民國童軍總會. 2012: 8–25. ISBN 9789868448254.
17. ↑  趙守博. . 中華民國童軍總會. 2012: 24–26. ISBN 9789868448261.
18. ↑  . Far East Council, Boy Scouts of America.   [2017-05-24]. （原始内容存档于2017-05-30）.
19. ↑  . NowNews. 2009-07-05.
20. ↑  . 中華民國童軍總會. 2009-03-13  [2020-06-04]. （原始内容存档于2020-06-04）.

### 其他
- 連建華.  (学位论文). 國立臺灣師範大學. 2011.
- 中華民國童軍創始一百年慶祝系列叢書編輯委員會. . 中華民國童軍總會. 2013. ISBN 9789868844650.

## 外部連結
- 國立臺灣師範大學公民教育與活動領導學系官方網站 （页面存档备份，存于）
- 中華民國童軍總會官方網站 （页面存档备份，存于）